# Dibutylmagnesium
Dibutylmagnesium ist eine chemische Verbindung aus der Gruppe der organischen Magnesiumverbindungen. Die Reinsubstanz ist ein wachsartiger Feststoff. Kommerziell wird es als  eine 1 M Lösung in Heptan vertrieben, diese hat eine Dichte von 0,72 g cm−3, und eine Viskosität von 0,91 cP bei 25 °C und 0,76 cP bei 35 °C.

## Gewinnung und Darstellung
Dibutylmagnesium kann durch Reaktion von Butyllithium zu Butylmagnesiumchlorid und anschließende Zugabe von Magnesium-2-ethylhexanoat gewonnen werden. Die Verbindung kann auch durch Hydrierung von Magnesium hergestellt werden, gefolgt von der Reaktion mit 1-Buten. Ebenfalls möglich ist die Herstellung von Dibutylmagnesium unter Verwendung von 2-Chlorbutan, Magnesiumpulver und n-Butyllithium.

## Verwendung
Dibutylmagnesium wird zur Herstellung von anderen Organomagnesiumverbindungen verwendet.